# Adolf Bartels

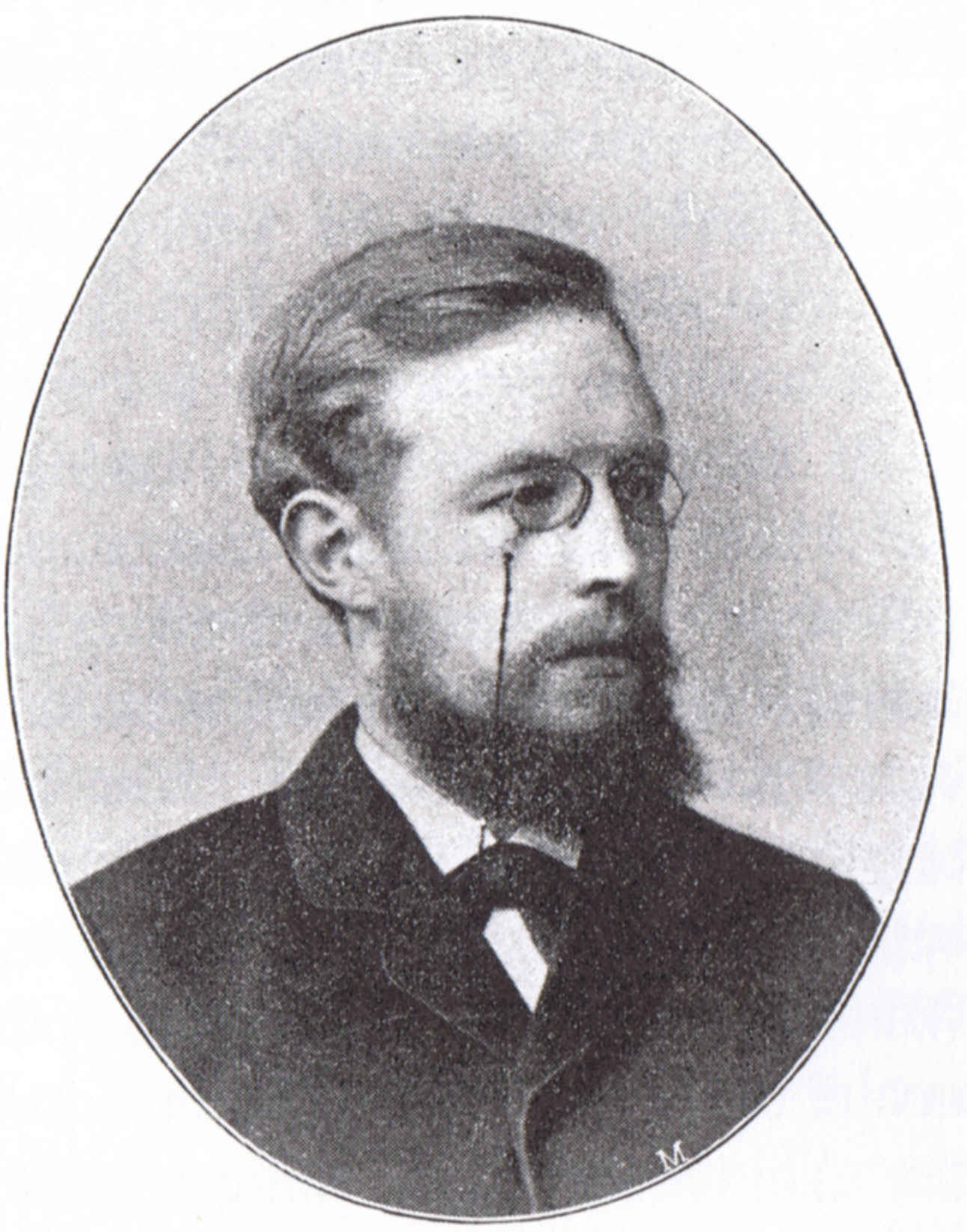
Adolf Bartels

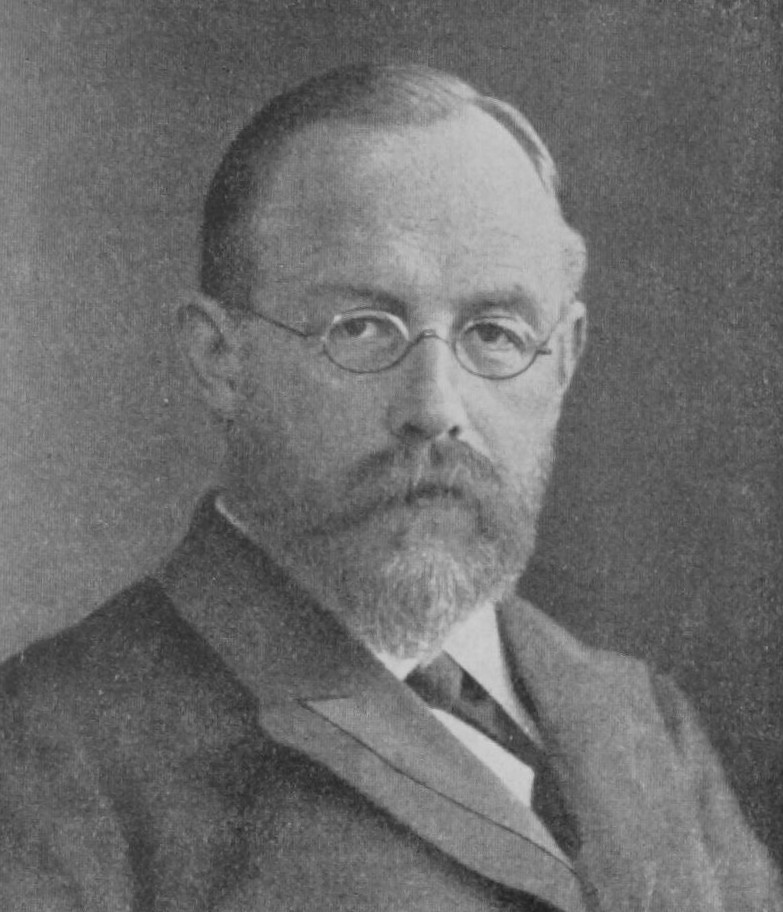
Adolf Bartels, um 1932

Adolf Bartels (* 15. November 1862 in Wesselburen; † 7. März 1945 in Weimar) war ein völkisch-antisemitischer deutscher Schriftsteller, Journalist, Literaturhistoriker und Kulturpolitiker. Er war ein Vertreter der Heimatkunstbewegung und propagierte schon früh antidemokratische und judenfeindliche Positionen, die nach 1933 prägend für die Kulturpolitik des Nationalsozialismus wurden.

## Leben

### Herkunft, Jugend und Ausbildung
Adolf Bartels kam in Wesselburen in Schleswig-Holstein zur Welt. Er war das älteste von neun Kindern eines Schlossermeisters. Von 1877 bis 1882 besuchte er gemeinsam mit dem späteren völkischen Schriftsteller Gustav Frenssen das Gymnasium in Meldorf, musste es aber kurz vor dem Abitur verlassen, da sein Vater das Schulgeld nicht mehr aufbringen konnte. Für einige Zeit lebte er bei seinem Onkel in Hamburg und erteilte Nachhilfestunden. Danach kehrte er in seinen Heimatort zurück und arbeitete für kurze Zeit als Hilfsschreiber am Königlichen Amtsgericht.
Nebenbei gab er weiter Nachhilfe, verfasste Gedichte, kurze Erzählungen und lokalhistorische Aufsätze, die sein väterlicher Freund Julius Groth, Herausgeber und Schriftleiter des Dithmarscher Boten, in seinem Lokalblatt veröffentlichte. Dies brachte Bartels auf die Idee, eine Reihe von Vorträgen über literarische und historische Themen zu halten, um sich mit den Einnahmen ein Universitätsstudium zu finanzieren.
Seit 1885 besuchte er trotz fehlender Hochschulreife die Universität Leipzig und studierte mehr aus Alibigründen Staatswissenschaften, während er hauptsächlich Vorlesungen über Literatur, Geschichte und Philosophie hörte. In Leipzig lernte er die Frühnaturalisten Hermann Conradi, Otto Erich Hartleben und Karl Henckell kennen, die er später satirisch in einem Abschnitt seines komischen Epos Der dumme Teufel (1896) darstellte. Wie sie beschloss er später, freier Schriftsteller zu werden. In dieser Periode entstanden kleinere Erzählungen aus seiner schleswig-holsteinischen Heimat (Peter Boie von Helse, Johann Fehring, Editha, Rolves Karsten) sowie unter naturalistischem Einfluss ein „Rebellenroman“ und ein bürgerliches Drama. Diese literarischen Versuche blieben jedoch Fragmente, die nie veröffentlicht wurden.

### Tätigkeit als Journalist
1888 brach Bartels nach zwei verbummelten Semestern an der Universität Berlin sein Studium ab. Er heiratete seine Leipziger Verlobte Ida Rehork (1868–1958). Auf Vermittlung der beiden Schriftsteller Hermann Allmers und Julius Grosse wurde Bartels 1889 Redakteur der Didaskalia, der Unterhaltungsbeilage des nationalliberalen Frankfurter Journals. Für sie schrieb er Theaterkritiken, Feuilleton-Beiträge und Rezensionen.
Die Geschäftsführung des Journals ernannte ihn 1890 zum Chefredakteur der Lahrer Zeitung in Baden. In Lahr, wo er bis 1892 blieb, schrieb er historische Dramen wie Die Päpstin Johanna und Catilina, für die er jedoch keinen Verleger fand. Zudem verfasste er seine erste literaturkritische Schrift: Friedrich Geßler. Sein Leben und seine Werke. Im örtlichen Literatenzirkel im Hotel Krauß lernte er Friedrich Geßler und den Dichter Ludwig Eichrodt kennen.
1892 wurde er wieder nach Frankfurt am Main versetzt und leitete bis 1895 die Didaskalia. In seinen Theaterbesprechungen warf er dem großbürgerlichen Frankfurter Theaterpublikum vor, kein Verständnis für die neue Literaturströmung, den Naturalismus, zu zeigen und stattdessen die seichte Kost der französischen Konversationsstücke zu bevorzugen. Zur gleichen Zeit schrieb er Kritiken für Friedrich Langes Tägliche Rundschau und andere Blätter.
Bartels, der als Student und Redakteur ein Gegner des schleichend um sich greifenden Antisemitismus gewesen war, lernte in Frankfurt auch Schriftsteller jüdischer Herkunft kennen. Anfangs begegnete er ihnen unbefangen, glaubte dann aber zunehmend, eine „jüdische Solidarität im Guten wie im Schlechten“ wahrzunehmen. Seine Einstellung zu den Juden wurde mit der Zeit offen feindselig.

### Schriftsteller und antisemitischer Literaturhistoriker
Nachdem das Frankfurter Journal erneut in finanzielle Schwierigkeiten geraten war, realisierte Bartels 1896 seinen Wunschtraum und wurde freier Schriftsteller. Dabei unterstützte ihn sein väterlicher Freund Julius Grosse, Sekretär der Deutschen Schillerstiftung. Er siedelte nach Weimar über und legte seinen ersten Roman und sein belletristisches Hauptwerk vor: Die Dithmarscher. Daneben entstanden literaturkritische Beiträge für renommierte Zeitschriften wie Die Grenzboten, Der Kunstwart etc. Noch vor Paul Schlenther verfasste er 1897 die erste selbstständige Publikation über den Naturalisten Gerhart Hauptmann.
Eine Artikelserie aus den Grenzboten erschien in Buchform: Die deutsche Dichtung der Gegenwart. Die Alten und die Jungen, zwischen 1897 und 1922 mehrmals aufgelegt, wurde im Laufe der Zeit auf mehr als den dreifachen Umfang erweitert und galt seinerzeit als Standardwerk. Kurt Tucholsky – laut Bartels „ein echter jüdischer Frechling“ – nannte das Buch dagegen 1922 in einem für die Weltbühne verfassten Artikel einen „frechen Betrug am Bücherkäufer“ und einen „durch läppische Bemerkungen unterbrochene[n] Bücherkatalog“. Über den Autor, dessen „Judenriecherei“ er als grotesk empfand und den er u. a. als „Karikatur des Deutschtums“, einen „im Irrgarten der deutschen Literatur herumtaumelnden Pogromdepp“ und „Hakenkreuzpolichinell“ bezeichnete, urteilte Tucholsky ebenso vernichtend:

„Was an Adolf Bartels reizt und ihn zum Clown der derzeitigen deutschen Literatur werden läßt, ist seine Unbildung, seine Leichtfertigkeit und eine Oberflächlichkeit, die eigentlich ganz undeutsch ist. Wenn er nicht einen so erbärmlichen Stil schriebe, könnte man auf einen rumänischen Halbwissenschaftler tippen, der die falsch verstandenen Forschungsergebnisse der pariser Universität vor den staunenden Landsleuten, flüchtig und schlecht gruppiert, ausbreitet.“

Dennoch begründete das Buch in völkischen Kreisen den Ruf seines Autors als ernstzunehmender Literaturhistoriker, während er bis dahin eher als Literaturkritiker gegolten hatte.
1898 führte Bartels den Terminus „Heimatkunst“ in die deutsche Literaturgeschichte ein. Zusammen mit Friedrich Lienhard war er in den nächsten Jahren ein eifriger Verfechter dieser antimodernistischen literarischen Gattung, die zum Vorläufer der nationalsozialistischen Blut-und-Boden-Literatur wurde, und trug zur Theoriebildung ihrer norddeutschen Variante, der Niederdeutschen Bewegung bei.
In dieser Tradition steht auch Bartels’ 1899 erschienener zweiter historischer Roman, Dietrich Sebrandt, der die Ereignisse rund um die Märzrevolution in Schleswig-Holstein und Berlin behandelt. Um die Jahrhundertwende verschlechterte ein Lungenleiden Bartels’ Gesundheitszustand rapide. Er wurde mehrfach operiert und musste häufig umziehen. Da er zu sterben glaubte, gab er zwischen 1904 und 1905 seine gesammelten Dichtungen – Gedichte und Dramen – heraus. Doch allmählich verbesserte sich seine physische Konstitution wieder.
Zur gleichen Zeit entstand sein Standardwerk, die Geschichte der deutschen Literatur, in das seine nunmehr offen antisemitische Haltung einfloss. Er verfolgte das Ziel, zum einen die „Erkenntnis des völkischen Schatzes“ zu befördern und zum anderen dessen angebliche Verderber zu identifizieren. So hatte Bartels wesentlichen Anteil daran, dass der Antisemitismus in Deutschland zum festen Bestandteil einer „nationalen Gesinnung“ wurde.
Zwei Tendenzen verstärkten sich in Bartels’ Werk zunehmend: Seine Ablehnung des „jüdischen Literatentums“, die eine „reinliche Scheidung zwischen Deutschen und Juden“ einschloss, und die Bekämpfung der „Dekadenz-Literatur“. Gleichzeitig wies er auf junge, „gesunde Talente“ hin. An die 9000 Autoren schied er „reinlich“ in Juden und Nichtjuden. In etlichen Fällen, in denen er nichts über die tatsächliche Herkunft eines Autors wusste, glaubte er, aus Stil und Inhalt ihrer Werke auf ihre Religion und „Rasse“ schließen zu können. So ordnete er auch den Protestanten Thomas Mann als jüdischen Literaten ein. Dieser widersprach in seinem frühen Essay Die Lösung der Judenfrage der „bestechenden“ These des „großen germanischen Lyrikers und Literaturhistorikers“.
Wie bei Mann stieß Bartels auch bei anderen Autoren, Juden wie Nicht-Juden, auf spöttische Ironie, ein nüchternes Qualitätsurteil und die Ablehnung der Rassenideologie als Maßstab künstlerischer Leistung.
Zwar waren für Bartels trotz seines unverhohlenen Antisemitismus „schlechte Literatur“ und „jüdische Literatur“ nicht von vornherein identisch. Er bestritt aber, dass es sich bei Werken jüdischer Autoren überhaupt um deutsche Literatur handele. Kennzeichnend für diese Haltung ist sein bis heute berüchtigtes antisemitisches Pamphlet Heinrich Heine. Auch ein Denkmal. Bartels veröffentlichte diese Schrift 1906 mit dem erklärten Ziel, die Errichtung eines Heine-Denkmals zu verhindern, nachdem er den Dichter als Jugendlicher selbst geschätzt hatte. Er denunzierte Heinrich Heine als „Decadence-Juden“ und die Denkmalspläne als „Kotau vor dem Judentum“. Seine Polemik gipfelte schließlich in der Feststellung:

„Muss er durchaus ein Denkmal haben, so kann ihm ja einfach das Judentum eines setzen, die Mittel sind ja reichlich vorhanden: HEINRICH HEINE IHREM GROSSEN DICHTER UND VORKÄMPFER DIE DEUTSCHEN JUDEN hätte die Inschrift dieses Denkmals zu lauten, und man kann garantieren, daß es dann in alle Zukunft ungeschoren bleibt, selbst wenn man den Juden noch die Judengenossen hinzufügte. Sollte es jedoch heißen: HEINRICH HEINE DAS DEUTSCHE VOLK, so kann niemand dafür stehen, daß das Denkmal nicht eines Tages (ich spreche hier natürlich nur bildlich) in die Luft fliegt – und vielleicht noch verschiedenes mit.“

Gleichfalls 1906 initiierte Bartels die Gründung des Deutschen Schillerbundes, aus dem er aber 1913 wegen seiner zunehmenden antisemitischen Äußerungen wieder austreten musste.
1909 gründete er die Weimarer Nationalfestspiele für die deutsche Jugend, die Schüler aus ganz Deutschland mit den Klassikern der deutschen Literatur vertraut machen und einen „Schutzwall“ gegen die „verderblichen Einflüsse der deutschen dekadenten Literatur“ bilden sollten. Seit 1909 gab Bartels auch die Literaturzeitschrift Deutsches Schrifttum heraus, die  mit Unterbrechungen bis Dezember 1933 erschien.

### Protagonist der Völkischen Bewegung und militanter Antisemit
Bartels war Mitglied in Friedrich Langes „Deutschbund“ und gründete 1907 zusammen mit Arthur Moeller van den Bruck, Houston Stewart Chamberlain, Henry Thode, Ludwig Schemann und Hermann Hendrich den völkischen Werdandi-Bund. Am 21. Januar 1913 hielt er in Berlin auf Einladung des Deutschvölkischen Studentenverbandes und des Reichshammerbundes eine Rede, in der er erklärte: „Wer in unserer Zeit nicht Antisemit ist, der ist auch kein guter Deutscher“. Im selben Jahr organisierte er den ersten „Deutschen Tag“ in Eisenach, eine Heerschau völkischer Vereinigungen und Verbände. In seiner Heimat Schleswig-Holstein gehörte er zu den Initiatoren des Hebbel-Museums in Wesselburen und des Klaus-Groth-Museums im benachbarten Heide. 1914 erschien sein Memoirenband Kinderland, eine Schilderung seiner Kindheit und Jugend im ländlichen Wesselburen.
Während des Ersten Weltkriegs war Bartels Mitglied der antisemitisch ausgerichteten Deutschvölkischen Partei, die von 1914 bis 1918 bestand. Die Partei sprach sich gegen Friedensverhandlungen aus und verlangte größtmögliche Annexionen, die Ausweisung der jüdischen Bevölkerung und ein Verbot der Einwanderung aus Osteuropa. Nach der Novemberrevolution ging sie in der Deutschnationalen Volkspartei (DNVP) auf. Auch Bartels neigte in den ersten Jahren der Weimarer Republik zunächst der DNVP zu. Zudem saß er im Beirat des Deutschvölkischen Schutz- und Trutzbundes, für den er propagandistisch tätig war.
Er gehörte in dieser Zeit zu den führenden Vertretern der Völkischen Bewegung und engagierte sich zusätzlich für das Deutschchristentum. Dabei erklärte er offen seinen Rassismus und im Besonderen seinen Antisemitismus. In der Enzyklopädie des Nationalsozialismus wird er daher als „Rassist und militanter Antisemit“ charakterisiert.
Bartels’ Schüler und zeitweiliger persönlicher Sekretär Hans Severus Ziegler, nach 1933 Generalintendant und stellvertretender NSDAP-Gauleiter von Thüringen, sowie sein Landsmann Ernst Graf zu Reventlow gewannen Bartels allmählich für den Nationalsozialismus. Im Jahr 1924 veröffentlichte er die mehrfach aufgelegte Broschüre Der Nationalsozialismus Deutschlands Rettung, und  1926 lernte er Adolf Hitler persönlich kennen. In seinem letzten Roman, Der letzte Obervollmacht (1931), lässt er ihn im Schlusskapitel kurz auftreten.
Die NSDAP-Ortsgruppe Weimar ernannte Bartels 1925 zu ihrem Ehrenmitglied. 1928 trat er als öffentlicher Förderer der Nationalsozialistischen Gesellschaft für deutsche Kultur auf. Nach der Machtergreifung 1933 erhielt Bartels als „völkischer Vorkämpfer“ zahlreiche Ehrungen (Ehrensold, Ehrenbürgerverleihungen, Partei-Auszeichnungen). Zu seinen Verehrern zählten u. a. Reichspropagandaminister Joseph Goebbels, Reichsdramaturg Rainer Schlösser und Reichsjugendführer Baldur von Schirach. Die öffentlichen Bücherverbrennungen betrachtete Bartels mit gemischten Gefühlen, da die Verbrennungen nach seinem Dafürhalten wenig mit „nationaler Aufbauarbeit“ zu tun hatten. Seine 1909 gegründeten Weimarer Nationalfestspiele für die deutsche Jugend wurden wieder aufgenommen und unter das Patronat der Reichsjugendführung gestellt.
1939 erklärte er seine Mitarbeit am Institut zur Erforschung und Beseitigung des jüdischen Einflusses auf das deutsche kirchliche Leben.
Nach 1933 erschienen seine literaturkritischen und belletristischen Werke in mehreren Neuauflagen. Eine seiner letzten größeren Arbeiten war die Geschichte der thüringischen Literatur (1938–1942), ein Dank an seine Wahlheimat, an dem er mehrere Jahre gearbeitet hatte. Auf Vorschlag eines nationalsozialistischen Mitgliedes nahm die Goethe-Gesellschaft in Weimar Bartels zu seinem 75. Geburtstag 1937 als Ehrenmitglied auf.
Zu den letzten großen Ereignissen in seinem Leben zählten die „Großdeutschen Dichtertage“ in Weimar, an denen er und Joseph Goebbels zu 200 eingeladenen Dichtern und Schriftstellern sprachen, sowie die Feiern zu seinem 75. und seinem 80. Geburtstag. Anlässlich dieses Geburtstags ließ Ziegler, nunmehr Intendant des Nationaltheaters in Weimar, Bartels’ Jugenddrama Catilina uraufführen. Bartels plante eine Landesbibliothek und Gedächtnishalle für seine Heimat Dithmarschen, starb aber nach kurzer Krankheit am 7. März 1945 82-jährig in Weimar.
Bartels’ Bibliothek und nachgelassene Schriften galten nach dem Brand der Herzogin Anna Amalia Bibliothek in Weimar am 2. September 2004 als vollständig vernichtet. Gut 1000 Bände wurden jedoch wiedergefunden und befinden sich heute im Goethe- und Schiller-Archiv in Weimar.

## Auszeichnungen
Bis 1933:
- 1905 Professor h.c. (durch Großherzog Wilhelm Ernst von Weimar)
- 1914 Friedrich-Hebbel-Preis
- 1922 Umbenennung der Gartenstraße in Wesselburen in Bartelsstraße. 1966 in Wulf-Isebrand-Straße umbenannt.[17]
- 1927 Ehrenbürgerschaft von Wesselburen (1987 aberkannt).[18]
- 1932 Ehrenplakette der Stadt Weimar

1933 bis 1945
- 1933 Umbenennung der Mittelschule in Wesselburen in „Adolf-Bartels-Schule“ (1958 vom schleswig-holsteinischen Kultusminister rückgängig gemacht)
- 1937 Adlerschild des Deutschen Reiches, Ehrenbürger der Stadt Weimar (1946 aberkannt[19]), Ehrenmitglied der Goethe-Gesellschaft (2019 aberkannt), Ehrenmitglied des Deutschen Schillerbundes
- 1938 Ehrendoktor der Universität Leipzig
- 1941 Dietrich-Eckart-Preis (gemeinsam mit Hans Baumann)
- 1942 Goldenes Parteiabzeichen der NSDAP
- 1942 Goldenes Ehrenzeichen der Hitler-Jugend
- 1942 Silberner Gauadler des Gaues Thüringen
- 1942 (15.11.) Ehrenbürger der Universität Jena.[20]

Nach 1945:
- 1954 der neuen Volksschule in Heide wird der Name „Adolf-Bartels-Schule“ verliehen (1958 durch das Kultusministerium rückgängig gemacht)
- 1965 Eintrag auf dem „Dichterstein Offenhausen“ durch den gleichnamigen rechtsextremen Kulturverein.

## Schriften (Auswahl)
- Friedrich Geßler. Sein Leben und seine Werke. Schauenburg, Lahr 1892.
- Der dumme Teufel oder die Geniesuche. Komisches Epos in 12 Gesängen. Dresdner Verlagsanstalt Dresden 1896.
- Gerhart Hauptmann. Felber, Weimar 1897.
- Die deutsche Dichtung der Gegenwart. Die Alten und die Jungen. Leipzig, Avenarius 1897, 9. stark vermehrte und verbesserte Auflage. 1918.
  - Die deutsche Dichtung der Gegenwart. Neue Ausgabe in drei Teilen: Die Alten, Die Jüngeren, Die Jüngsten. 10.–12. Aufl. Leipzig, Haessel 1921–1922.
- Die Dithmarscher. Historischer Roman in 4 Büchern. Kiel u. Leipzig, Lipsius u. Tischer 1898.
- Die Schlacht bei Hemmingstedt. In: Die Heimat. Monatsschrift des Vereins zur Pflege der Natur- und Landeskunde in Schleswig-Holstein, Hamburg und Lübeck. Bd. 8 (1898), Heft 5, Mai 1898, S. 97–105 (Digitalisat).
- Dietrich Sebrandt. Roman aus der Zeit der schleswig-holsteinischen Erhebung. Kiel u. Leipzig, Lipsius u. Tischer 1899.
- Friedrich Hebbel. In: Die Heimat. Monatsschrift des Vereins zur Pflege der Natur- und Landeskunde in Schleswig-Holstein, Hamburg und Lübeck. Bd. 9 (1899), Heft 3, März 1899, S. 49–57 (Digitalisat).
- Der Bauer in der deutschen Vergangenheit Leipzig: Diederichs. (= Monographien zur deutschen Kulturgeschichte 6), 1900.
- Dürer in Venedig. Oper in drei Akten. Dichtung von Adolf Bartels nach der gleichnamigen Novelle von Adolf Stern. Musik von Waldemar von Baußnern. Dresden, Brunner 1901.
- Geschichte der deutschen Lit(t)eratur. 2 Bände. Leipzig, Avenarius 1901/02.
- Kritik und Kritikaster. Leipzig, Avenarius 1903, urn:nbn:de:bsz:14-db-id185126003X6.
- Heimatkunst. Ein Wort zur Verständigung. Leipzig u. Berlin, Meyer 1904.
- Adolf Stern. Der Dichter und Literaturhistoriker. Dresden, Koch 1905.
- Das Weimarische Hoftheater als Nationalbühne für die deutsche Jugend. Eine Denkschrift. Weimar, Böhlaus Nachf. 1905.
- Heinrich Heine. Auch ein Denkmal. Dresden u. Leipzig, Koch 1906.
- Geschlechtsleben und Dichtung. Leipzig, Wallmann 1906.
- Handbuch zur Geschichte der deutschen Literatur. Leipzig, Avenarius 1906.
- Heine-Genossen. Zur Charakteristik der deutschen Presse und der deutschen Parteien. Dresden u. Leipzig, Koch 1907.
- Fritz Stavenhagen. Eine ästhetische Würdigung. Koch, Dresden 1907.
- Chronik des Weimarischen Hoftheaters 1817–1907. Böhlaus Nachf., Weimar 1908.
- Wilhelm von Polenz. Dresden, Koch 1909.
- Rasse. 16 Aufsätze zur nationalen Weltanschauung. Hanseatische Druck- und Verlagsanstalt, Hamburg 1909.
- Judentum und deutsche Literatur. Zieger, Leipzig 1912.
- Einführung in die Weltliteratur von den ältesten Zeiten bis zur Gegenwart im Anschluß an das Leben und Schaffen Goethes. 3 Bände. Callwey, München 1913.
- Der deutsche Verfall. Armanenverlag Robert Burger, Leipzig 1913.
- Deutschvölkische Gedichte aus dem Jubeljahr der Befreiungskriege 1913. Armanenverlag Robert Burger, Leipzig 1914.
- Kinderland. Erinnerungen aus Hebbels Heimat. Armanenverlag Robert Burger, Leipzig 1914.
- Der Siegespreis (Westrußland deutsch). Eine politische Denkschrift. Roltsch, Weimar 1914.
- Bismarck der Deutsche. Düsseldorf, Lesch u. Irmer 1915.
- Nationale oder universale Literaturwissenschaft? Eine Kampfschrift gegen Hanns Martin Elster und Richard M. Meyer. München, Callwey 1915.
- Deutschchristentum auf rein evangelischer Grundlage. Leipzig, Wacher 1917.
- Weltliteratur. Eine Übersicht zugleich ein Führer durch Reclams Universalbibliothek. 3 Bände. Leipzig, Reclam 1918.
- Lessing und die Juden. Eine Untersuchung. Dresden, Koch 1918.
- Weshalb ich die Juden bekämpfe. Eine deutliche Auskunft. Hamburg, Deutschvölkische Verlagsanstalt 1919 (= H. 8 der Hammer-Schläge)
- Was ich von einem deutschen Staat verlange. Eine deutliche Auskunft. Hamburg, Deutschvölkische Verlagsanstalt 1919 (= H. 10 der Hammer-Schläge)
- Die Berechtigung des Antisemitismus. Eine Widerlegung der Schrift von Herrn von Oppeln-Bronikowsky „Antisemitismus?“. Leipzig, Weicher 1921.
- Der völkische Gedanke. Ein Wegweiser. Weimar, Fink 1922.
- Der Nationalsozialismus Deutschlands Rettung. Leipzig, Weicher 1924.
- Jüdische Herkunft und Literaturwissenschaft, eine gründliche Erörterung, 1925.
- Freimaurerei und deutsche Literatur. Feststellungen und Vermutungen. München, Eher 1929.
- Der letzte Obervollmacht. Ein Roman aus der Bismarckzeit. Weimar, Borkmann 1931.
- Goethe der Deutsche. Frankfurt am Main, Diesterweg 1932.
- Einführung in das deutsche Schrifttum für junge Buchhändler und andere junge Deutsche. Leipzig, Klein 1932.
- Meine Lebensarbeit. Wesselburen, Dithmarscher Bote 1932.
- Johann Fehring, der Volksbetrüger. J.J. Weber, Leipzig 1935 (Weberschiffchen-Bücherei 7)
- Geschichte der thüringischen Literatur. 2 Bände. Jena, Frommann 1938/42.